# Некрасова, Марина
Марина Некрасова (азерб. Marina Nekrasova; род. 19 апреля 1995, Воронеж) — российская и азербайджанская гимнастка, участница Европейских игр 2015 в Баку. Чемпионка Азербайджана. Участница Олимпийских игр.

## Биография
Марина Некрасова родилась 19 апреля 1995 года в Воронеже в семье русского и азербайджанки. Она стала заниматься спортом в 1998 году. Марина Некрасова — выпускница Воронежского государственного института физической культуры.

## Карьера
Марина Некрасова достигла своего первого успеха в 2013 году. Она заняла второе место на Кубке Воронина, став серебряным призёром. Позже Марина заняла четвёртое место на Кубке вызова в словенской Любляне, а затем стала шестой на аналогичном турнире в Котбусе. В 2014 году она выиграла золотую медаль в многоборье на чемпионате Азербайджана. Участвовала на чемпионате мира в Наньнине. Марина Некрасова также выиграла 1 серебряную и 2 бронзовые медали на Кубке Воронина в 2014 году, а также 1 серебряную и 1 бронзовую медали на Кубке Босфора. На Бакинском чемпионате 2015 года она выиграла золото в многоборье.
Марина Некрасова попала в состав сборной Азербайджана на проходившие в Баку в 2015 году первые Европейские игры. Тем не менее, Марина на этих соревнованиях не сумела завоевать медаль, заняв 28-е место в квалификации вольных упражнений (12,700), 45-е на брусьях (11,300), 21-е на бревне (12,966) и 10-е в опорном прыжке (13,466). В многоборье Марина Некрасова в сумме набрала 50,532 балла и заняла 34-е место из 76 спортсменок.
После первых Европейских игр Марина Некрасова добилась успеха в 2016 году, став третьей в вольных соревнованиях на Кубке мира в Баку.
Марина Некрасова была включена в состав сборной Азербайджана на летние Олимпийские игры 2020 года в Токио по итогам чемпионата мира 2019 года в Штутгарте.
В 2021 году Марина Некрасова заняла седьмое место в финале соревнований в опорном прыжке на чемпионате Европы в Базеле,